# L'aria salata
L'aria salata è un film del 2006 diretto da Alessandro Angelini.

## Trama
Fabio, un educatore dei detenuti di Rebibbia, ritrova per caso all'interno del carcere suo padre, Luigi Sparti, che è stato condannato per omicidio e che finge di essere epilettico per ottenere la semilibertà. Fabio e Luigi non si sono più visti da quando l'uomo ha abbandonato suo figlio, che all'epoca aveva solo sei anni; Luigi è completamente ignaro del profondo legame che lo unisce a Fabio.

## Riconoscimenti
- 2007 - David di Donatello
  - Miglior produttore a Donatella Botti
  - Migliore attore non protagonista a Giorgio Colangeli
  - Nomination Miglior regista esordiente a Alessandro Angelini
  - Nomination Migliore attrice non protagonista a Michela Cescon
- 2007 - Nastro d'argento
  - Nomination Miglior regista esordiente a Alessandro Angelini
  - Nomination Miglior produttore a Donatella Botti
  - Nomination Migliore attore protagonista a Giorgio Pasotti e Giorgio Colangeli
  - Nomination Migliore attrice non protagonista a Michela Cescon
  - Nomination Migliore fotografia a Arnaldo Catinari
- 2007 - Globo d'oro
  - Nomination Miglior attore a Giorgio Pasotti
  - Nomination Miglior opera prima a Alessandro Angelini
- 2007 - Ciak d'oro
  - Miglior produttore a Donatella Botti[1]
- 2006 - Festival Internazionale del Film di Roma
  - Marc'Aurelio d'Argento per il miglior attore a Giorgio Colangeli
  - Nomination Marc'Aurelio d'Oro per il miglior film a Claudio Cupellini
- 2007 - Bobbio Film Festival
  - Premio "Gobbo d'oro" al Miglior Film a Alessandro Angelini